# Шибеко, Захар Васильевич
Заха́р Васи́льевич Шибе́ко (бел. Захар Васільевіч Шыбека; род. 30 июля 1948) — советский и белорусский историк. Доктор исторических наук (1998), профессор (2003).

## Биография
Родился 30 июля 1948 года в крестьянской семье в деревне Осиновка Белицкого сельского совета Сенненского района Витебской области.
В 1972 году окончил исторический факультет Белорусского государственного университета. В 1977 году защитил диссертацию на соискание учёной степени кандидата исторических наук по теме «Социально-экономическое развитие Минска в конце XIX — начале XX в. (90-е гг. XIX в. — 1914 г.)» (специальность 07.00.02 — история СССР). В 1998 году защитил диссертацию на соискание учёной степени доктора исторических наук. В 2003 г. получил звание профессора.
Работал учителем истории (1972—1974), научным сотрудником в Институте истории АН БССР (1974—1991), заведующим отдела белорусоведения Национального научно-просветительского центра имени Ф.Скорины (1991—1998).
В 1999 году — директор Национального музея истории и культуры Белоруссии.
C 2000 года — профессор кафедры экономической истории Белорусского государственного экономического университета.
С сентября 2001 по сентябрь 2002 года по совместительству исполнял обязанности главного редактора журнала «Спадчына».
Исследует Минск второй половины XIX — начала XX веков, города Белоруссии 1861—1904 годов, белорусское национальное движение XIX—XX веков.
Имеет более 200 научных публикаций. Работа по истории Белоруссии XIX—XX веков отмечена премией польского журнала «пол. Przegląd Wschodni» за 2001 год и премией имени Франциска Богушевича (за 2003 год) Белорусского ПЕН-центра.
Член Международной ассоциации белорусистов и Белорусского исторического общества.
В июне 2012 года переехал на постоянное место жительства в Израиль.

## Научные труды
1. Минск в конце XIX — начале XX в. Очерк социально-экономического развития.-Мн., 1985. С.136.
2. Мінск. Старонкі жыцця дарэвалюцыйнага горада («Минск. Страницы жизни дореволюционного города»). 2-е издание. Мн., 1994. С.341. В соавторстве с С.Шибеко.
3. Гарады Беларусі (60-я гады XIX-пачатак XX стагоддзяў) («Города Беларуси (60-е годы XIX-начала XX веков)»). Мн., 1997. С.320.
4. Historia Białorusi. 1795—2000 («История Беларуси. 1975—2000»). Люблин, 2002 (на польском языке). С.571.
5. Нарыс гісторыі Беларусі. 1795—2002 («Очерк истории Беларуси. 1795—2002»). Минск, 2003. С.490.
6. Dějiny Běloruska («История Беларуси»). Прага, 2006 (на чешском языке, в соавторстве с Генадием Сагановичем). С.400
7. Минскъ сто гадоў таму. Минск, 2007. С.304.
8. Гарадская цывілізацыя: Беларусь і свет. Курс лекцый. («Городская цивилизация: Беларусь и мир. Курс лекций»). Вильно, 2009. С.372.

## Критика
Историк М. В. Кобрин подверг критике вышедший в 2003 году под редакцией Шибеки учебник «Очерки истории Белоруссии» (бел. Нарысы гісторыі Беларусі), в котором «освободительный поход Красной армии в сентябре 1939 г. в Западную Беларусь и Западную Украину назван „советской захватнической акцией“», а И. В. Сталин и Адольф Гитлер обозначены как соратники, совместно готовившиеся напасть на Польшу, хотя Сталин в последний мгновение передумал, чтобы возложить на Германию всю вину нападения на Польшу. Кроме того, Кобрин указал, что «в этой же книге есть и другие более чем странные подразделы: „Поджигатели мировой войны“, „Военные действия союзников против Польши“, „Оценка белорусского сотрудничества с оккупантами“». Причём в последнем подразделе среди прочего «утверждается: „Война вновь выявила стремление белорусов к независимости. Для народа, который веками терпел национальное угнетение и не имел суверенного государства, сотрудничество с немцами стало единым шансом спасения и укрепления своей отметности...“».